# Ježek v kleci

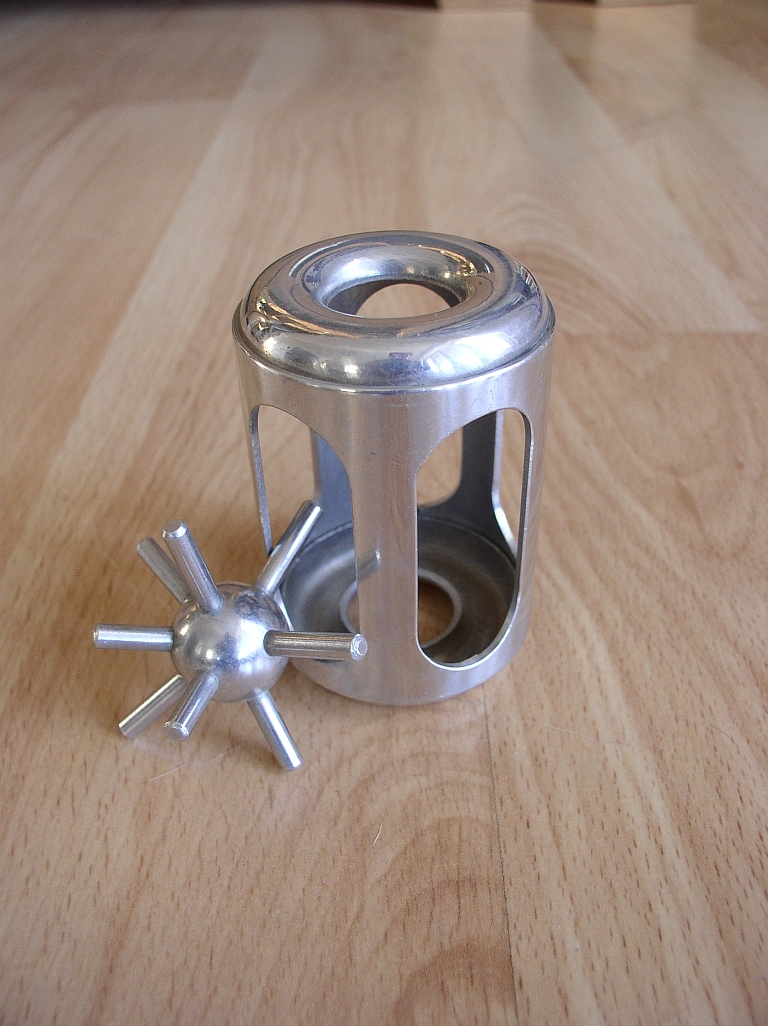
Ježek v kleci z roku 1990

Ježek v kleci je ustálené označení pro jeden z nejznámějších hlavolamů v Česku, protože hraje důležitou roli v dobrodružné knižní stínadelské trilogii od Jaroslava Foglara. Má podobu kuličky s různě dlouhými ostny (ježek), která je uvnitř válcového pouzdra s různě velkými otvory (klec). Smyslem hlavolamu je vyndat ježka ven z klece.

## Historie

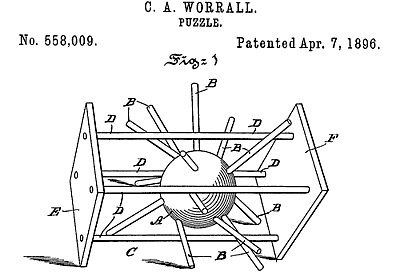
Vyobrazení hlavolamu Clarence A. Woralla v patentu z roku 1896

Původní hlavolam ve válcové kleci uvedla na trh ve Spojených státech amerických firma The New York News Company již v roce 1895.
Dobové novinové zprávy říkají, že vynálezcem a autorem hlavolamu „Trilby“ je James Quinlan. První zmínka o hlavolamu pochází ze 4. března 1895 a do prodeje byl uveden přibližně 14 dní poté. Obvyklá cena za kus byla 10 centů. Hlavolam odlévala na zakázku továrna nástrojařské firmy Peck, Stow & Wilcox Co. v Plantsville v Connecticutu. Objednávky a prodej zajišťovala k tomu účelu založená firma Trilby puzzle Co. v Plantsville, kterou řídil pan R. W. Cowles. Hlavolam byl proto někdy označován jako Cowles–Quinlanův hlavolam. 
Další zpráva o existenci hlavolamu obdobného principu se nachází v amerických novinách The American Stationer z 14. a 18. dubna 1895. Další článek o samotném vzniku hlavolamu z 2. května 1895 nalezl Radek Micopulos 15. 9. 2022 v amerických novinách The Iron Age. Nejprve ho ukryl v prosinci 2022 do nového rozšroubovatelného ježka v kleci až do 17. 9. 2023, kdy ho poprvé zveřejnil na stránce o hlavolamu Ježek v kleci.
Úryvek z článku o vzniku tohoto hlavolamu:
| „ | Mezi výrobci se drobné odlitky často vkládají do otočných omílacích bubnů se špicemi nebo hvězdicemi z litiny, které mají obvykle šest hrotů, jejichž krajní body jsou od sebe vzdáleny asi jeden palec. Znají je také obchodníci s hračkami, kteří je prodávají dětem jako "jack stones." Hvězdice se spolu s malými odlitky vkládají do otočných bubnů, aby se odstranily ulpělé částečky písku a odlitky získaly lepší povrchovou úpravu. Velký a známý koncern z Nové Anglie, který kromě jiných oborů vyrábí ve velkém stavitelné klíče, dříve používal zvláštně tvarované železné objímky s nepravidelnými otvory na čtyřech stranách a kruhovými otvory na obou koncích, vážící asi unci. Některá z těchto objímek byla náhodou součástí obsahu jednoho z omílacích bubnů. Když byl buben otevřen, obsluha si všimla, což se jí zdálo téměř neuvěřitelné, že hvězdice se všemi hroty je uvnitř objímky, jejíž otvory jsou poměrně malé. Pozorný pracovník logicky usoudil, že když se dostala dovnitř, mohla by být opět vyjmuta. Na tento jev upozornil obě společnosti, které se rozhodly uplatnit tuto myšlenku v hlavolamu a výsledkem bylo, že původní výrobci nyní vyrábějí obě části na zakázku, v tunových sériích, přičemž první objednávka jim prý přinesla zisk 1700 dolarů. Mezi lidmi je tento výrobek známý jako hlavolam Trilby | “ |

Skutečný originál je vyroben z bronzové slitiny. Má pět otvorů po obvodu a uvnitř klece ježka se šesti kuželovitými ostny. Klec má jeden z otvorů oválný a tři mají navíc výstupky a zářezy. 
Hlavolam na principu ježka v kleci si též nechal patentovat 7. dubna 1896 Clarence A. Worrall. V patentové listině se uvádí, že „vymyslel nové a užitečné zdokonalení hlavolamů“.

## Po roce 1940 až do současnosti
Vynález novodobého hlavolamu ježka ve válcové kleci se v Česku tradičně připisuje Jaroslavu Foglarovi, ale ten se při psaní knihy patrně inspiroval již existujícím hlavolamem. Foglar byl údajně prvním, kdo přišel s myšlenkou šroubovacího ježka. Poprvé se příběh o Rychlých šípech a ježkovi v kleci objevil v časopise Mladý hlasatel v období od 30. srpna 1940 do 8. března 1941. Krátce nato se na trhu objevil první ježek v kleci. Vyráběla ho firma M. K. Moučka, která se zabývala výrobou modelů letadel a lodí a modelářských motorů; na rozdíl od své knižní předlohy byl dřevěný a nešel rozšroubovat. Druhá velká vlna zájmu o tento hlavolam doprovázela uvolnění v 60. letech 20. století, kdy v Československu opět vycházely knížky Jaroslava Foglara a sešitová vydání originálních příběhů Rychlých šípů, kopie příběhů z Mladého hlasatele. Pravděpodobně nejdostupnější verzí hlavolamu v té době byl plastový ježek, kterého od r. 1970 vyrábělo družstvo Druopta. Byl pak vyráběn ještě jednou na počátku 90. let. Ježek měl 12 kónických ostnů, byl šroubovací, uvnitř kuličky měl dutinku a vyndával se z klece přesně podle Foglarova popisu. Nevýhodou bylo, že byl křehký. Od té doby se na trhu objevila řada dalších různých kovových i plastových verzí. Šroubovacího ježka dle podoby z románu pak z kovu vyrobila produkce originálních českých hlavolamů RADEMIC PUZZLES v roce 2013.

## Hlavolam v literatuře
Širší čtenářské veřejnosti hlavolam prvně představil Jaroslav Foglar a to ve stínadelském příběhu Záhada hlavolamu. Původním vlastníkem hlavolamu je v románu zámečnický učeň Jan Tleskač, kterému se podařilo ježka z klece vyndat, rozdělil ho na dvě polokoule spojené závitem a do dutiny uvnitř ukryl plánek vlastního vynálezu – létajícího kola. Po Tleskačově smrti se hlavolam stal odznakem moci vůdce vontské organizace, tzv. Velkého Vonta. O získání hlavolamu usilují také Foglarovi hlavní hrdinové, chlapecký klub Rychlé šípy, kteří se z nalezeného Tleskačova deníku dozvěděli o tajemství, které ukrývá.

## Podoba ježka
Ježek v kleci, který je běžně k dostání v obchodech, je ostnatý kulovitý předmět, jehož ostny mají nestejné rozměry. Ježek je umístěn ve válci s podlouhlými otvory; cílem je ježka důmyslným natáčením jedním z těchto otvorů protáhnout.
Hlavolam se dá zakoupit v kovovém, dřevěném, umělohmotném i jiném[jaký?] provedení. Jsou dostupné i varianty, u kterých se v kleci neschovává ježek, ale např. lev nebo kanárek. 

## Novodobý konstruktér hlavolamu
Od roku 2005 ježka v kleci navrhuje a vyrábí český konstruktér hlavolamů Radek Micopulos. Navrhl mnoho nových typů ježků v kleci a dalších hlavolamů. Jedná se o tradiční i moderní ježky v kleci, které dále rozvíjejí princip a podobu tohoto hlavolamu. 

## Raritní ježci v kleci

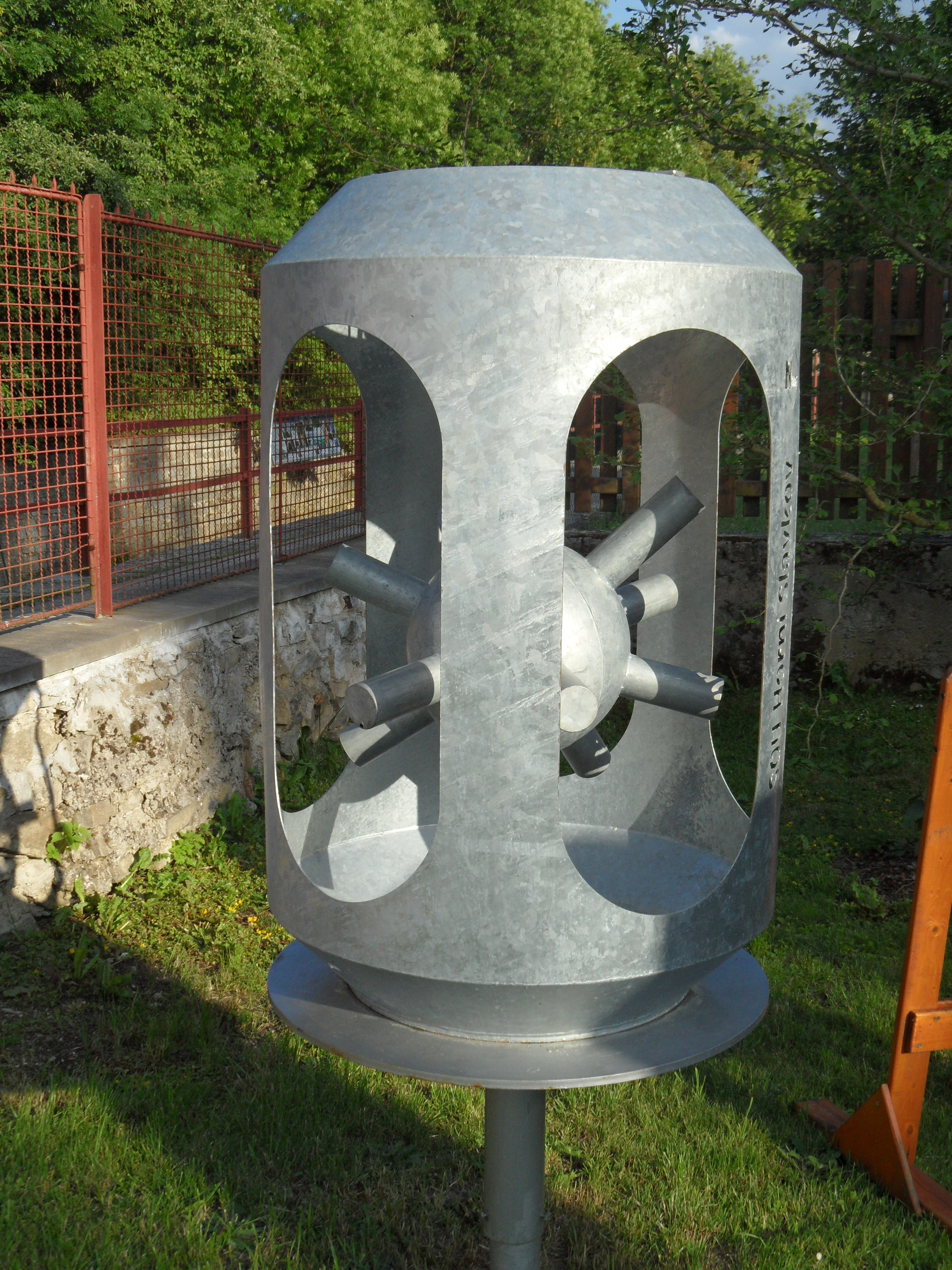
Největší ježek v kleci v zahradě muzea Zlaté české ručičky v Pelhřimově

Na počest Jaroslava Foglara a jeho legendárního komiksu Rychlé šípy přibyl v roce 2017 k již existujícím obřím exponátům (např. čajová konvice, hrnec, mamut) v zahradě muzea Zlaté české ručičky (samostatná část Muzea rekordů a kuriozit v Pelhřimově) také největší ježek v kleci. Jde o patnáctinásobnou zvětšeninu hlavolamu: klec je vysoká 110 centimetrů, s průměrem 73 centimetrů, ježek má průměr 30 centimetrů. Obří hlavolam společně 10 měsíců vyráběly odborné učiliště Horní Slavkov a firma NADE.
V zahradě muzea je kromě toho další informační panel věnovaný památce Jaroslava Foglara a jako poděkování za jeho příběhy byl na zahradu vysazen jinan dvoulaločný (ginkgo biloba).
Nespočet dalších raritních ježků v kleci odlišných materiálem, konstrukcí či velikostí najdete zde.